# Cal Sala de Vallmanya
Cal Sala és una masia de Vallmanya, del municipi de Pinós (Solsonès), inclosa a l'Inventari del Patrimoni Arquitectònic de Catalunya.

## Situació
Es troba a peu de la carretera de Calaf - Vallmanya - Salo, passats 2 km del desviament que puja al Santuari de Pinós i 2,2 km. abans d'arribar a Vallmanya, al peu del tossal de Puigferrers. A l'altre costat de la carretera hi ha el cementiri de la masia amb la capella de la Mare de Déu de l'Avellana.

## Descripció

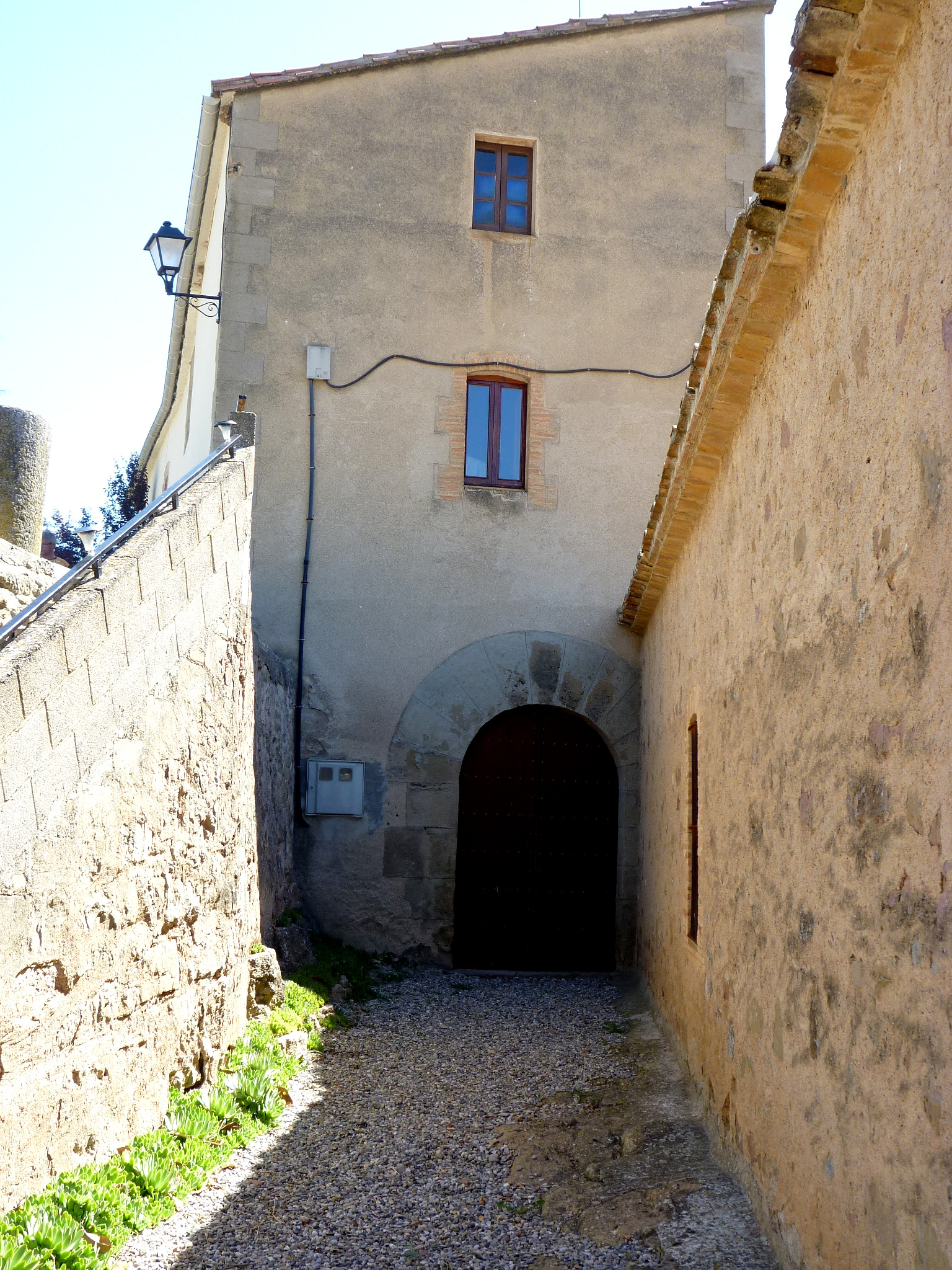
Portada

Masia de planta basilical amb carener perpendicular a la façana, orientada a migdia. Al cos inicial de la masia s'hi afegí múltiples annexes al llarg dels segles XIX i XX, concretament a les façanes, nord, migdia i ponent. És a la façana de migdia on l'annexe afegit ha modificat més l'estructura i la fisonomia de la façana: es tracta de dos cossos construïts a banda i banda de la porta central que ha fet recular a la primera façana.

## Notícies històriques
La masia de cal Sala de Vallmanya és avui dia una casa pairal amb una important activitat agropecuària. Veïna a la casa hi ha la capella familiar.